# Lampides alsietus
Lampides alsietus är en fjärilsart som beskrevs av Hans Fruhstorfer 1921. Lampides alsietus ingår i släktet Lampides och familjen juvelvingar. Inga underarter finns listade i Catalogue of Life.